# Rutnjak
Rutnjak je nenaseljeni otočić istočno od Iža, u Srednjem kanalu.
Nalazi se neposredno pred mjestom Veli Iž na otoku Ižu. Njegova površina iznosi 0,025 km². Dužina obalne crte iznosi 0,67 km.